# Leptoancistrus
Leptoancistrus är ett släkte av fiskar. Leptoancistrus ingår i familjen Loricariidae.
Kladogram enligt Catalogue of Life:
| Leptoancistrus | \| \| Leptoancistrus canensis \| \| \| \| \| \| Leptoancistrus cordobensis \| \| \| \| |
|                | \| \| Leptoancistrus canensis \| \| \| \| \| \| Leptoancistrus cordobensis \| \| \| \| |
|                | Leptoancistrus canensis                                                                |
|                |                                                                                        |
|                | Leptoancistrus cordobensis                                                             |
|                |                                                                                        |